# Anomocaroidea
Az Anomocaroidea a háromkaréjú ősrákok (Trilobita) osztályához és az Asaphida rendjéhez tartozó öregcsalád.

## Rendszerezés
Az öregcsaládba az alábbi családok tartoznak:
- Andrarinidae
- Anomocarellidae
- Anomocaridae
- Aphelaspididae
- Parabolinoididae
- Pterocephaliidae